# Le Tueur du bout du monde
Pour les articles homonymes, voir Pittsville.
Le Tueur du bout du monde (Lohngelder für Pittsville) est un téléfilm germano-polonais réalisé par Krzysztof Zanussi et diffusé en 1974.

## Synopsis
Aux États-Unis, Mark Kalvin, directeur d'une agence bancaire provinciale, s'enfuit avec sa petite amie et complice après avoir dévalisé la chambre forte. Leur cavale vers le bonheur devient un mauvais rêve après qu'un homme ait été abattu. 

## Fiche technique
- Titre français : Le Tueur du bout du monde[2]
- Titre original allemand : Pittsville - Ein Safe voll Blut ou Lohngelder für Pittsville[3]
- Titre polonais : Morderstwo w Catamount (titre alternatif : Zabójstwo w Catamount)
- Réalisation : Krzysztof Zanussi
- Scénario : Krzysztof Zanussi, Julian et Sheila More d'après le roman de James Hadley Chase, I Would Rather Stay Poor (Tueur de charme, Série noire-Gallimard, 1962)
- Dialogue additionnel : Samuel Reifler
- Musique : Wojciech Kilar
- Photographie : Witold Sobocinski
- Son : Maryte Kavaliauskas, Michael Überall
- Montage : Ilona Wasgint
- Décors : Ruffin Barron Bennett
- Pays d'origine :  Allemagne,  Pologne
- Tournage : 
  - Langues : allemand, polonais
  - Extérieurs : Vermont (États-Unis)
- Producteurs : Manfred Durniok, Nat Rudnick
- Sociétés de production : Manfred Durniok Produktion für Film und Fernsehen (Allemagne), Nat Rudnick Productions, ZDF (Zweites Deutsches Fernsehen)
- Sociétés de distribution : ZDF, Atlas International Film
- Format : couleur — 35 mm — Format 4/3 (1.37:1) — monophonique
- Genre : thriller
- Durée : 97↔102 minutes
- Date de diffusion :  27 mai 1974 à la ZDF

## Distribution
- Horst Buchholz : Mark Kalvin
- Ann Wedgeworth (en) : Kit Loring
- Chip Taylor : Ken Travers
- Louise Caire Clark (en) : Iris Loring
- Patricia Joyce : Alice Craig
- Polly Holliday : Mademoiselle Pearson
- Stuart Germain : Monsieur Hardy